# Maximilian von Bodman
Max von Bodman (* 5. Juni 1873 in Karlsruhe; † 12. August 1953 in Kreuth) war königlich-bayerischer Kammerjunker, Offizier und Adjutant des letzten bayrischen Königs Ludwig III.

## Leben
Johann Maximilian Carl Freiherr von Bodman entstammte einem hochfreien schwäbischen Adelsgeschlecht und war ein Sohn des nach seiner Dienstzeit in München niedergelassenen preußischen Majors a. D. Johann Leopold Freiherr von und zu Bodman (1840–1915) und seiner Ehefrau Sophie Amalie, geborene von Dahmen (1850–1945). Heinrich von und zu Bodman, der letzte Staatsminister des Königreichs Baden, war ein Onkel. Max von Bodman besuchte ab 1889 das Münchner Maximiliansgymnasium und legte hier 1892 die Abiturprüfungen ab, unter anderem mit Alfred von Bary, Theodor von Cramer-Klett junior und Hugo Reichenberger. Anschließend schlug er, wie seine Brüder Johann (1872–1925) und Wilhelm (1878–1965) eine militärische Laufbahn ein. Er wurde zum kgl. Kammerjunker ernannt und diente zunächst als Leutnant im königlich-bayerischen 3. Feld-Artillerie-Regiment, das in Amberg stationiert war. Während des Boxeraufstands nahm er 1900 und 1901 an den Kämpfen im Hinterland des deutschen Pachtgebietes in China, Kiautschou, teil. Während des Ersten Weltkriegs war Max von Bodmann als Offizier an der Westfront, unter anderem in Douai, eingesetzt. Bis November 1918 gehörte er als Flügeladjutant zum unmittelbaren Stab des letzten bayrischen Königs Ludwig III. Nach Kriegsende erhielt er seinen Abschied im Rang eines Obersten.